# 與僧侶交合的色慾之夜
《與僧侶交合的色慾之夜》（日语：僧侶と交わる色欲の夜に…）是的日本漫畫作品，在ComicFesta等漫畫網站連載，星雲社的Clair TL Comics已出版4冊單行本。

## 故事簡介
深谷美樱在参加同学会时，与曾经的初恋对象九条重逢了。然而九条脱了帽子之后，美樱才发现他是个光头，原来他继承了家族的寺庙成为了僧侶。美樱原本以为僧侶应该不能恋爱、不能结婚，然而九条却与她发生了性关系。

## 登場角色
深谷美櫻（聲：原舞香）
大學4年生。初中時暗戀着隆秀。努力的直率性格。對隆秀感情覺得迷惑。
九條隆秀（聲：鈴城葉）
美櫻初中時代的初戀對象。現在繼承自家的寺院，成為僧侶。責任感很強，但在戀愛方面很笨拙。
九條雪隆（聲：恋津田蓮也）
隆秀的弟弟。離開了家，和美櫻就讀於同所大學。開朗而飄飄然的性格。
九條清隆
隆秀的父親，寺院的住持。性格沉穩。
九條栞（聲：秋山ねりね）
隆秀的母親。喜歡可愛的東西。

## 出版書籍

### 单行本
| 冊數 | 星云社         | 星云社              |
| 冊數 | 發售日期       | ISBN                |
| ---- | -------------- | ------------------- |
| 1    | 2015年6月19日  | ISBN 978-4434204708 |
| 2    | 2015年10月19日 | ISBN 978-4434209673 |
| 3    | 2016年6月18日  | ISBN 978-4434218262 |
| 4    | 2017年4月18日  | ISBN 978-4434230448 |

## 電視動畫
改編動畫從2017年4月開始在TOKYO MX、AT-X等頻道播出，每集約5分鐘，因內容尺度分為三個版本：在TOKYO MX等無線電視頻道公開播放的全年齡對象版、會以TERA劇場代替內容，衛星頻道AT-X播放、限15歲以上收看的R-15版、以及在ComicFesta網站Anime ZONE內僅供18歲以上會員付費收看的R-18版（完全版）。

### 主題曲
「meaning of life」
填詞：HH，作曲・編曲：ISAO，主唱：Confetti Smile

### 劇集列表
| 集數 | 標題                                               | 編劇     | 分鏡     | 演出     | 首播日期      | 作畫監督       |
| --- | -------------------------------------------------- | -------- | -------- | -------- | ------------- | -------------- |
| 1 | 在僧侶之前…我首先是個男人                | たかだ誠 | 荒木英樹 | 荒木英樹 | 2017年4月3日  | あおばみずき   |
| 大學生深谷美櫻在參加高中同學會時，與曾經的初戀對象九條隆秀重逢。然而隆秀脫下帽子之後，美櫻才發現他是個光頭，原來他繼承了家族的寺廟成為了僧侶。在同學會結束後，隆秀送美櫻回家，並與她發生了性關係。                                                                           |                                                    |          |          |          |               |                |
| 2 | 就算是僧侶、也可以戀愛、可以結婚、以及…  | たかだ誠 | 荒木英樹 | 荒木英樹 | 2017年4月10日 | 荒木英樹       |
| 美櫻原本以為僧侶應該不能戀愛、不能結婚，但隆秀告訴美櫻，僧侶不但可以戀愛和結婚，當然也能做愛。翌日，美櫻隨隆秀前往他家管理的佛寺。 |                                                    |          |          |          |               |                |
| 3 | 原以為身體的相合度不會那麼差的           | たかだ誠 | 荒木英樹 | 荒木英樹 | 2017年4月17日 | 荒木英樹       |
| 隆秀將美櫻以訂婚對象的身分介紹給父母，藉此阻止父母不斷要自己去相親，並希望美櫻暫時幫忙。即使婚約是假的，但隆秀認為兩人的身體很相合，之後他們在房間愛撫。 |                                                    |          |          |          |               |                |
| 4 | ……讓我摸一下……不行？                     | たかだ誠 | 影山楙倫 | 荒木英樹 | 2017年4月24日 | 荒木英樹       |
| 美櫻喜歡隆秀，但不認為他喜歡自己，也不願和他維持虛假的婚約關係，並因此拒絕和他發生性行為。 |                                                    |          |          |          |               |                |
| 5 | 你以為我什麼都沒考慮——就做那種事情？     | たかだ誠 | 荒木英樹 | 荒木英樹 | 2017年5月1日  | 荒木英樹       |
| 在隆秀的母親的催促下，美櫻不得不和隆秀共浴。隆秀以幫美櫻洗澡為藉口，對她愛撫。 |                                                    |          |          |          |               |                |
| 6 | 我喜歡你。好喜歡                         | たかだ誠 | 荒木英樹 | 荒木英樹 | 2017年5月8日  | 荒木英樹       |
| 美櫻認為隆秀只是在戲弄自己，並哭訴著對隆秀的愛意，而隆秀也表露了自己對美櫻的感情，並坦白自己的顧慮。互通心意的兩人在房間相互愛撫。 |                                                    |          |          |          |               |                |
| 7 | 那就脫掉。邊看邊做                       | たかだ誠 | 影山楙倫 | 荒木英樹 | 2017年5月15日 | 荒木英樹       |
| 美櫻和隆秀終於進行了性行為，而美櫻也決定要嫁給隆秀，並因此學習如何管理佛寺。美櫻在學校遇見很受歡迎的學弟雪隆，雪隆提到自己以前也住在佛寺附近。 |                                                    |          |          |          |               |                |
| 8 | 我們之間到底有沒有愛，可以確認一下哦？   | たかだ誠 | 荒木英樹 | 荒木英樹 | 2017年5月22日 | 荒木英樹       |
| 美櫻努力學習佛教的相關知識，在隆秀為她講述佛法時，美櫻認為這樣的隆秀很帥氣，兩人便把佛經放到一旁，以後背體位做愛。 |                                                    |          |          |          |               |                |
| 9 | 還是小孩子啊                             | たかだ誠 | 影山楙倫 | 荒木英樹 | 2017年5月29日 | 荒木英樹       |
| 雪隆到佛寺把美櫻交待的書交給她，雪隆看上美櫻的姿色，有意親吻她，但被隆秀阻止，美櫻才知道雪隆是隆秀的弟弟。雪隆離家多年，與家庭的關係並不和睦，他不斷地向美櫻提到嫁給哥哥的壞處，並希望美櫻和自己在一起。                                                                     |                                                    |          |          |          |               |                |
| 10 | 深谷是我的東西                           | たかだ誠 | 影山楙倫 | 荒木英樹 | 2017年6月5日  | 荒木英樹       |
| 隆秀阻止了雪隆，並對沒有危機感的美櫻感到氣憤，美櫻感到自己不被信任。為了得到隆秀的信任，美櫻勉為其難地按照他的建議，在雪隆面前接受隆秀的愛撫。但在隆秀宣示自己擁有美櫻時，美櫻氣憤地推開隆秀，並表示自己不是物品。之後隆秀未向美櫻當面道別，就去進行為期十日左右的教師教修。 |                                                    |          |          |          |               |                |
| 11 | 自己感受痛苦，才初次了解他人的痛苦       | たかだ誠 | 荒木英樹 | 荒木英樹 | 2017年6月12日 | Hwang youngsik |
| 趁著隆秀不在，雪隆持續表達對美櫻的愛，雖然美櫻拒絕他，但也表示理解與接納，並希望他能夠成長。 |                                                    |          |          |          |               |                |
| 12 | 不想讓給任何人                           | たかだ誠 | 荒木英樹 | 荒木英樹 | 2017年6月19日 | 荒木英樹       |
| 隆秀結束教師教修，對先前的失言道歉，而美櫻也接受他的道歉。之後兩人在臥室交合。 |                                                    |          |          |          |               |                |
| 13 | 深谷和九條的愛愛日記                     | たかだ誠 | 不適用   | 不適用   | 2017年6月26日 | 不適用         |
| 總集篇 |                                                    |          |          |          |               |                |

## 外部連結
- 與僧侶交合的色慾之夜｜ComicFesta （页面存档备份，存于）（日語）
- 動畫「與僧侶交合的色慾之夜」官方網站 （页面存档备份，存于）（日語）
- 動畫《與僧侶交合的色慾之夜》官方的X（前Twitter）（日語）